# Amadeo Labarta
Amadeo Labarta Rey, conocido en el mundo del fútbol como Amadeo, fue un futbolista internacional español de la década de 1920 y 1930, vinculado a lo largo de su carrera profesional con la Real Sociedad de Fútbol.

## Biografía
Amadeo nació en Pasajes Antxo en 1905. Tuvo un hermano menor, Jesús (Pepito) futbolista como él, que llegó a jugar también en la Real Sociedad, pero que no llegó a destacar. Amadeo comenzó a jugar el fútbol en el Español Pasaitarra de su localidad natal de donde llegó en 1925 a la Real Sociedad de Fútbol, cumplidos los 20 años. Jugaba en la demarcación de centrocampista.
Amadeo permaneció durante 11 temporadas en este equipo jugando 257 partidos y marcando 4 goles. Con la Real Sociedad Amadeo se proclamó en 3 ocasiones Campeón de Guipúzcoa y llegó en 1928 a disputar la triple final del Campeonato de España contra el Fútbol Club Barcelona en la que vencieron finalmente los catalanes. Aquel mismo año 1928 participó junto con otros jugadores de la Real Sociedad en los Juegos Olímpicos de Ámsterdam 1928 con la selección española y alcanzando los cuartos de final. Ocho jugadores de aquella Real Sociedad: Jesús Izaguirre, Trino Arizcorreta, Martín Marculeta, Paco Bienzobas, Ángel Mariscal, Cholín, Kiriki y el propio Amadeo participaron en aquella Olimpiada.
En 1929 formó parte del histórico primer once de la Real Sociedad en la Liga española de fútbol. Jugó con la Real Sociedad durante 7 temporadas en la Primera división española disputando 113 partidos y marcando 4 goles. En 1935 descendió con el equipo (rebautizado como Donostia F.C. tras la llegada de la República) a la Segunda división y jugó su última temporadas con el equipo donostiarra en esta categoría. El estallido de la guerra civil española en el verano de 1936 dio fin a su carrera como futbolista, ya que tras finalizar la contienda en 1939, con 34 años de edad y habiendo perdido un ojo durante el conflicto bélico, no pudo seguir jugando al fútbol.

### Selección nacional
Fue internacional con la Selección nacional de fútbol de España en 3 ocasiones, sin marcar ningún gol.
Sus tres partidos como internacional los disputó en los Juegos Olímpicos de Ámsterdam 1928, donde disputó los tres partidos de la selección española. Participó en la goleada contra México por 7-1, un empate contra Italia y el postrero partido de cuartos de final en el que Italia se impuso a España por 7-1 y España fue eliminada del torneo. Su último partido como internacional fue en Ámsterdam el 4 de junio de 1928.

## Clubes
| Club               | País   | Año       |
| ------------------ | ------ | --------- |
| Español Pasaitarra | España | ¿ ?-1925  |
| Real Sociedad      | España | 1925-1936 |

## Títulos

### Campeonatos regionales
| Título         | Club          | País   | Año  |
| -------------- | ------------- | ------ | ---- |
| Camp.Guipúzcoa | Real Sociedad | España | 1927 |
| Camp.Guipúzcoa | Real Sociedad | España | 1929 |
| Camp.Guipúzcoa | Donostia F.C. | España | 1933 |

## Carrera como entrenador
Tras la Guerra fue segundo entrenador de la Real Sociedad, entrenador de la Gimnástica Deportiva Burgalesa en la Tercera división a partir de 1942 y entre 1946 y 1948 entrenador del Club Atlético Osasuna, también en la Tercera división española. 
Posteriormente trabajó como intendente y encargado del césped en el Estadio de Atocha. 

## Trivia
- Amadeo Labarta era un buen cantaor de flamenco y solía actuar como tal en espectáculos y en la radio.[2]